# Йоханесбургски университет
Йоханесбургски университет (на африкаанс: Universiteit van Johannesburg; на английски: University of Johannesburg) е висше училище в Йоханесбург, Република Южна Африка.
Създаден е на 1 януари 2005 г. чрез сливането на университетите Technikon Witwatersrand (TWR) и Rand Afrikaans University (RAU).

## Факултети
- Изкуство, дизайн и архитектура
- Икономически и финансови науки
- Образование
- Инженеринг и урбанизирана среда
- Здравни науки
- Хуманитарни науки
- Право
- Мениджмънт
- Наука